# Ngô Hi
Ngô Hi (chữ Hán: 吳曦, 1162 - 1207), nguyên quán ở Lũng Can, Đức Thuận quân, là tướng lĩnh dưới triều Nam Tống trong lịch sử Trung Quốc. Ông xuất thân con cháu danh tướng, trong giai đoạn bắc phạt Khai Hi được giao nhiệm vụ cai quản đất Thiểm Tây; nhưng lại đầu hàng và dâng đất cho người Kim; cuối cùng bị các tướng dưới quyền vốn vẫn trung thành với nhà Tống giết chết.

## Thân thế và cuộc sống ban đầu
Ngô Hi là cháu nội của Tín vương Ngô Lân, danh tướng kháng Kim đầu thời Nam Tống; con trai thứ của thái úy Ngô Đĩnh. Ông chào đời vào năm 1162 dưới triều vua Hiếu Tông nhà Tống.
Ngô Hi ngay từ nhỏ đã có ý không phục chính quyền Nam Tống đương thời. Năm ông lên 10 tuổi, khi được Ngô Đĩnh hỏi về chí hướng sau này, Ngô Hi đã nói ra những lời lẽ có ý bất mãn với triều đình và mong muốn li khai. Ngô Đĩnh thấy vậy giận quá, đá ông vào cái lò lửa gần đó, nên khuôn mặt trở nên đen hơn người thường, vì thế bị gọi là Ngô Ba Tử. Tuy vậy do danh tiếng của gia tộc, Ngô Hi vẫn sớm được bổ dụng vào các chức quan: ban đầu là Hữu thừa phụng lang; năm 1178 đổi thành Vũ Đức lang; trung lang tướng; rồi chuyển thành Vũ Dực lang; tiếp đó là Đoàn luyện sứ Cao châu.
Năm 1193, Ngô Đĩnh qua đời. Sau một thời gian chịu tang, Ngô Hi lại được triệu dùng làm Đoàn luyện sứ Hào châu. Mùa đông năm 1195 đời Tống Ninh Tông, làm Kiến Khang phủ đô thống chế, sau đó là Điền tiền tư phó đô chỉ huy sứ. Năm 1198, viên lăng của Hiến Thánh Từ Liệt hoàng hậu hoàn thành; Ngô Hi do có lập công trong việc này, được nhận Thừa tuyên sứ Vũ Ninh quân; gia Điện tiền tư đô chỉ huy sứ. Mùa xuân năm 1200, bái làm tiết độ sứ Chiêu Tín quân. Cuối năm đó, lăng của Quang Tông hoàn thành, được gia phong Thái úy. Đương thời, gia tộc họ Ngô nhiều đời nối nhau nắm quyền ở Tây Thục kể từ những năm Thiệu Hưng, có uy tín rất lớn đối với dân Thục và được quan lại triều đình quan tâm. Nhưng Ngô Hi lúc đó bị giữ lại ở Lâm An; ông có ý trở về Tây Thục nhưng không được triều đình Nam Tống chấp thuận.

## Nắm quyền ở Thục
Sau những biến động trên chính trường, Hàn Thác Trụ dẹp bỏ các phe cánh khác, độc chiếm triều cương với chức vụ Thái sư Bình chương quân quốc trọng sự. Thác Trụ vì muốn nâng cao uy tín của mình nên nghĩ đến việc khôi phục Trung Nguyên vốn bị mất vào tay người Kim đã hơn 70 năm. Ngô Hi biết được chuyện này, tìm cách lấy lòng Thác Trụ và xin được về Tây Thục. Hữu Thừa tướng Trần Tự Cường vốn là tay chân của Thác Trụ, cũng tán thành việc đó. Do vậy vào mùa thu năm 1201, Ngô Hi được phong làm Hưng châu trú trát ngự tiền quân đô thống chế, tri Hưng châu, Lợi châu tây lộ An phủ sứ. Tòng chánh lang Chu Bất Khí dâng thư lên Thác Trụ nói Ngô Hi không thể đảm đương được công việc, Thác Trụ nhận thư nhưng vẫn bổ dụng ông. Tháng 3 ÂL năm 1202 được thăng làm Tứ Xuyên An phủ phó sứ, tháng sau lại được làm Thiểm Tây, Hà Đông lộ chiêu phủ sứ. Trong khi ở trấn, Ngô Hi tìm cách lật đổ phó đô thống chế Vương Đại Tiết và chiếm được đại quyền ở Thục. Năm 1205, triều đình tính tới việc động binh, phong Ngô Hi làm Tuyên phủ phó sứ Tứ Xuyên, tri Hưng châu; lo việc tiến quân từ phía tây; ngoài ra còn kiêm thêm chiêu phủ sứ Thiểm Tây, Hà Đông.
Những hành động chuẩn bị tấn công của Tống lũ lượt bay về triều đình nước Kim. Ngô Hi từ đầu đã có ý phản, sai Diêu Hoài Nguyên đến Kim thỉnh hàng, cầu phong Thục vương, nguyện dâng đất tứ châu Giai, Thành, Hòa, Phượng. Kim Chương Tông có ý tranh thủ dụ hàng Ngô Hi để chiếm Thiểm, Thục; nên gửi thư cho ông, hứa phong Thục vương và cho phép đời đời con cháu thế tập, trấn giữ một phương. Do đó, khi Hàn Thác Trụ nhiều lần thúc giục Ngô Hi tiến quân, ông đều chần chừ, án binh ở Hà Trì không tiến.
Thác Trụ cử Trình Tùng đến Tứ Xuyên làm tuyên phủ sứ, Ngô Hi tìm cách giam lỏng những người thân tín của Tùng, do đó Tùng mang danh là chánh sứ nhưng phải nơm nớp lo sợ Ngô Hi. Lúc này bắc phạt thất bại, tướng Kim Bộc Tán Quỹ chia quân nam hạ, cả triều đình Lâm An rúng động. Trong khi chiến sự ở Lưỡng Hoài vẫn đang giằng co thì quân Kim cũng đánh tới Tây Hòa. Các tướng Vương Hỉ, Lỗ Dực ra kháng cự. Trong lúc tình hình đang căng thẳng thì Ngô Hi hạ lệnh lui về giữ Bảo Hắc cốc. Quân Kim nhân đó truy kích theo, quân Tống thảm bại. Ngô Hi bèn đốt Hà Trì, lui về Thanh Dã Nguyên. Hi lại lui về Bích Ngư quan, chiêu tập một số người lưu vong để có thêm lực lượng. Đô thống chế Mưu Tư đem trọng binh trấn thủ Đại Tản quan, nhưng Ngô Hi lại tìm cách ngăn trở, khiến quân Kim thừa cơ áp sát, vây hãm Đại Tản quan; Hi liền lui về cửa Ta. Có Trần Quốc dập đầu ở ở trước cửa, tố cáo Ngô Hi làm phản với Hàn Thác Trụ, Thác Trụ không nghe.

## Hàng Kim và bị giết
Đầu năm 1207, phía Kim sai sứ đem ấn và chiếu thư tới Ta khẩu, phong Hi làm Thục vương, Hi bí mật nhận lấy. Lúc ấy Lý Hảo Nghĩa đánh bại quân Kim một trận, nhưng Ngô Hi vẫn cho lui quân dần. Hi về tới Hưng châu, triệu các tướng tá đến nói rằng
Hiện nay miền đông nam thất thủ, xa giá đã dời đến Tứ Minh. Người Kim lấn đến như thế, ta chỉ còn cách hàng để tránh trăm họ lầm than.
Các tướng Vương Dực, Dương Quỳ Chi đáp rằng
Như thế thì lòng trung với đất nước từ hơn 80 năm nay của Ngô thị phải tính sao đây.
Hi nói: "Ý ta đã quyết" rồi hướng mặt về phía bắc nhận ấn của người Kim. Sai Từ Cảnh Vọng làm Tứ Xuyên đô chuyển vận sứ, Trữ Thanh làm Tả quân thống chế... Lại gửi thư cho Trình Tình nói mình đã hàng, người Kim muốn có bốn châu, bảo Tùng nếu liệu không giữ được thì dâng cho họ luôn đi. Tùng được tin kinh hoàng, bỏ Hưng Nguyên chạy về miền đông.
Tháng giêng ÂL năm 1207, Ngô Hi sai Lợi Cát đưa qân Kim vào Phượng châu, dâng lược đồ bốn châu cho giặc, lấy Thiết Sơn làm ranh giới. Ngô Hi tiếm xưng vương vị ở Hưng châu, lấy trị sở làm hành cung; sắp đặt trăm quan, xây cung điện ở Thành Đô; cải niên hiệu... Lại sai người đến báo với bá mẫu Triệu thị, Triệu thị cự tuyệt; còn thúc mẫu Lưu thị không ngớt lời chửi bới. Người trong tộc là Soạn biết chuyện cũng rất bất bằng.
Ngô Hi sai Đổng Trấn tới Thành Đô xây dựng cung điện, chuẩn bị dời sang. Lại lấy 7 vạn quân của mình và 3 vạn binh lấy được ở chỗ Trình Tùng, tổng cộng 10 vạn, chia thành 10 đội; đặt chức thống suất. Sai Lộc Kì, Phòng Đại Huân tới Vạn châu, xuối thuyền xuống Giang Lăng, phao rằng hẹn với người Kim giáp công Tương Dương.
Ngô Hi còn tìm cách thu phục nhân tâm; dùng An Bính làm Thừa tướng trưởng sử; triệu Dương Chấn Trọng, Chấn Trọng uống rượu độc tự tử; Vương Dực không theo lệnh, Dương Tu Niên, Chiêm Cửu Trung, Gia Đại Dậu, Lý Đạo Truyền, Đặng Tính Thiện... bỏ chức đi nơi khác. Trong khi đó Hưng châu hợp Giang Thương Dương Cự Nguyện vẫn có lòng trung, muốn tiêu diệt Ngô Hi, hợp mưu với bọn Lý Hảo Nghĩa, Lý Hảo Cố, Lý Quý tiến hành đại sự; được An Bính tán thành. Ngoài ra còn có Dương Quân Ngọc, Lý Khôn Thần... tổng cộng 18 người.
Đêm Giáp Tuất (28) tháng 2 ÂL (tức 28 tháng 3 năm 1207), Cự Nguyện và Hảo Nghĩa dẫn hơn 70 người xông vào Ngụy cung. Binh lính của Ngô Hi nghe lệnh diệt giặc, đều bỏ vũ khí đầu hàng. Cự Nguyện vào nội thất; Ngô Hi đang định bỏ chạy thì bị Lý Quý đuổi kịp, chém đứt đầu. Năm đó ông 46 tuổi.
An Bính sai người tìm khắp các ngõ ngách, bắt được hai con của Hi cùng chú là Bính, em là Trác, em họ là Hiện; bọn giặc Diêu Hoài Nguyên, Lý Khuê, Quách Trọng, Mễ Tu Chi, Quách Trừng đều bị giết. Bọn Từ Cảnh Vọng, Triệu Phú, Ngô Hiểu... đang ở bên ngoài cũng bị truy lùng và bị giết.
An Bính đem thủ cấp Ngô Hi, con cháu họ Ngô và ấn tín, chiếu thư của vua Kim... tất tật đưa về Lâm An. Triều Tống hạ lệnh giết vợ con Ngô Hi, đoạt quan tước Ngô Đĩnh, đuổi hết con cháu họ Ngô ra đất Thục, riêng con cháu Ngô Giới miễn liên can, Ngô Lân vẫn được thờ phụng trong miếu. An Bính sau đó xuất quân đoạt lại Đại Tản quan; góp phần gỡ gạc cục diện bất lợi của quân Tống khi đó, kết quả là nước Kim phải chấp nhận hòa nghị vào năm 1208 với bản hòa ước Gia Định.